# 消费者技术协会
消费者技术协会（Consumer Technology Association）是一个代表美国2200多家消费技术公司的商会，成立於1924年。消费者技术协会每年會举办消費電子展。